# O.C. Fisher
Ovie Clark Fisher, född 22 november 1903 i Junction i Texas, död 9 december 1994, var en amerikansk demokratisk politiker. Han var ledamot av USA:s representanthus 1943–1974.
Fisher avlade 1929 juristexamen vid Baylor University och inledde därefter sin karriär som advokat i San Angelo. Han var dessutom verksam som åklagare, författare och ranchägare.
Fisher avled 1994 och gravsattes på Junction Cemetery i Junction i Texas.